# SN 2005ie
SN 2005ie – supernowa typu Ia odkryta 12 października 2005 roku w galaktyce A021902-0016. W momencie odkrycia miała maksymalną jasność 22,10m.